# Distichochlamys orlowii
Distichochlamys orlowii är en enhjärtbladig växtart som beskrevs av Kai Larsen och M.F.Newman. Distichochlamys orlowii ingår i släktet Distichochlamys och familjen Zingiberaceae.
Artens utbredningsområde är Vietnam. Inga underarter finns listade i Catalogue of Life.